# P·T·烏莎

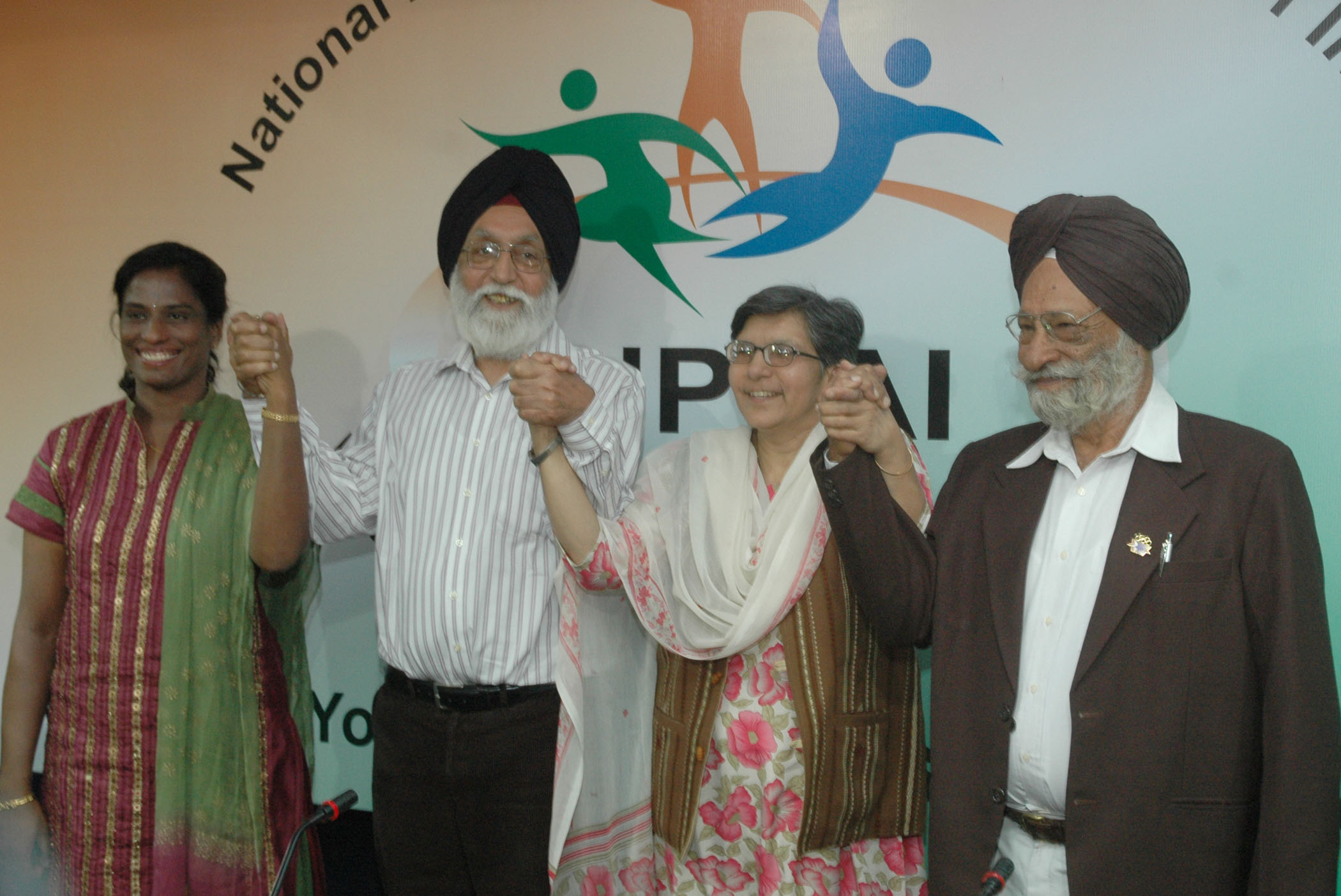
2009年2月

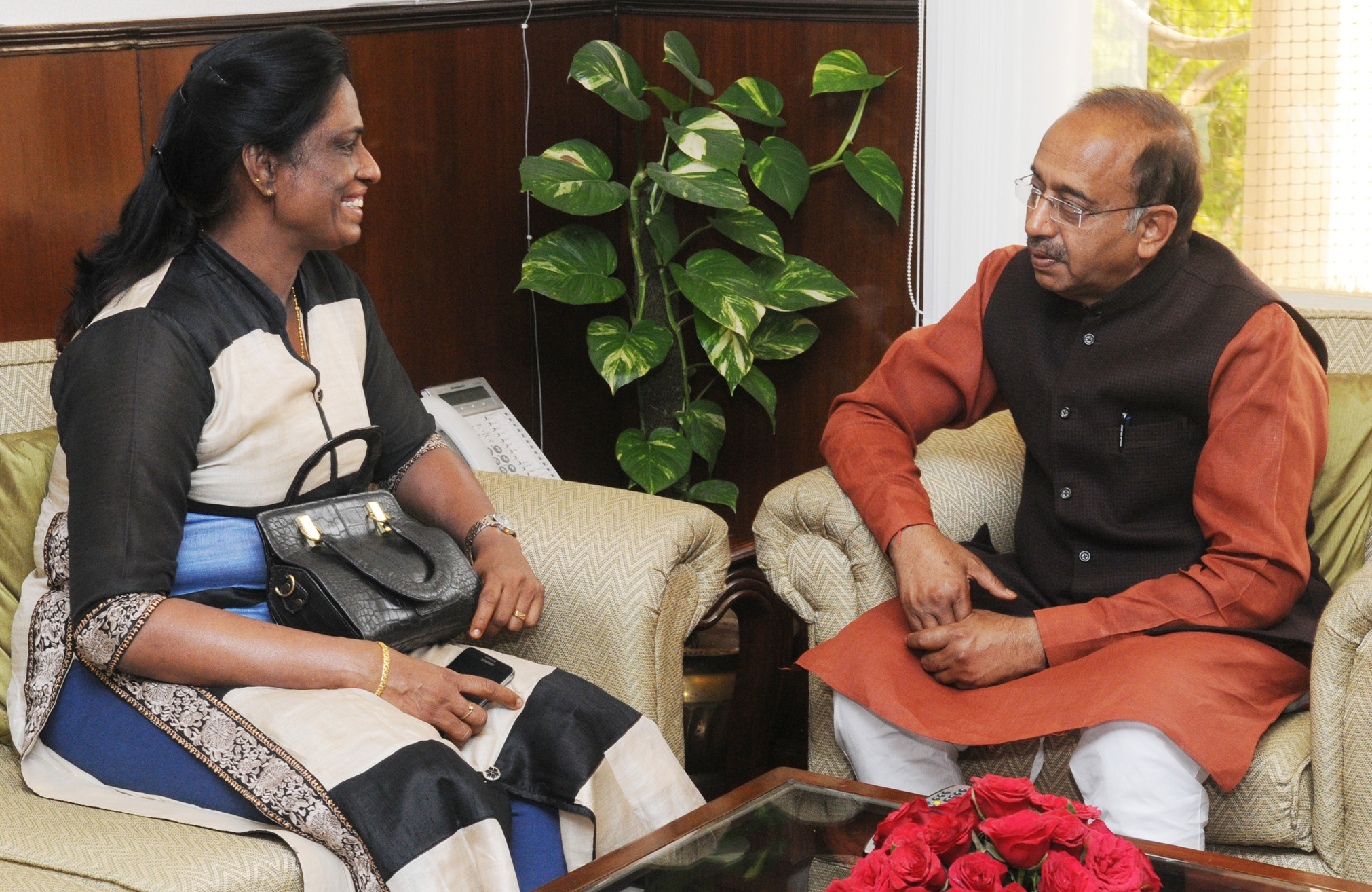
2017年

簽名

披拉伍拉坎蒂·梯克瓦蘭比·烏莎（Pilavullakandi Thekkevarambil Usha，1964年5月20日或6月27日—），印度短跑運動員，活躍在二十世紀八十至九十年代，在印度人們時常稱她為P.T.烏莎。由于她出生於南印度喀拉拉邦科芝科德縣的帕由里村（Payyoli），所以在她成名后人們又叫她「帕由里快車」（The Payyoli Express）。

## 生平
烏莎十二歲時，喀拉拉邦政府興辦體育運動學校，她被選拔代表全縣入校，每月獲得250印度盧比的人才培養津貼。1979年，十五歲的烏莎參加全印度中學生運動會，她被瑪哈萬·納馬比爾（Madhavan Nambiar）教練發現並進行專業訓練。次年即代表印度參加了莫斯科奧運會。
1982年新德裡亞運會，她得到女子100米和200米銀牌。1983年參加在科威特城舉行的亞洲田徑錦標賽，烏莎獲得女子400米金牌並打破亞洲記錄。此後一直到1989年，她總共在亞洲田徑錦標賽上獲得13塊金牌，3塊銀牌，1塊銅牌。1984年的洛杉磯奧運會，烏莎以最佳成績進入女子400米欄的決賽，可惜在決賽最後階段後勁不繼，以百分之一秒之差取得第四，與獎牌失之交臂。
1985年的亞洲田徑錦標賽，她獲得六塊獎牌（5塊金牌和1塊銅牌），至今這仍是世界上任何田徑運動員在同一次洲際運動會上取得獎牌的記錄。1986年首爾（當時叫漢城）亞運會，烏莎得到4塊金牌和1塊銀牌，在她參加的所有項目里都刷新了亞運會記錄。
烏莎在整個運動生涯中總共為印度獲得了101塊國際比賽的獎牌，為此她獲得了議會頒發的獎章。今天的烏莎是印度南方鐵路局的僱員。

## 外部連結
- P·T·烏莎在国际奥林匹克委员会的资料
- P·T·烏莎在的頁面